# Flughafen Libreville Leon M'ba

i7
i11
i13
Der Flughafen Libreville Léon M’ba (französisch Aéroport de Libreville, IATA-Code: LBV, ICAO-Code: FOOL) ist der größte und wichtigste Flughafen Gabuns. Er befindet sich nahe der Hauptstadt Libreville und dient als Heimatbasis der Gabon Airlines. 

## Fluggesellschaften und Ziele
Neben zahlreichen Verbindungen innerhalb Afrikas, darunter nach Abidjan, Nairobi und Douala, bestehet mit Air France nach Paris auch eine Verbindung nach Europa.

## Zwischenfälle
- Am 2. April 1977 befand sich eine mit Fleischprodukten beladene Tupolew Tu-134A der jugoslawischen Aviogenex (Luftfahrzeugkennzeichen YU-AJS) im Landeanflug auf den Flughafen Libreville, als die Piloten bemerkten, dass die Landebahn durch eine rangierende Boeing 707 blockiert war. Der diensthabende Fluglotse hatte die Piloten zuvor nicht darüber in Kenntnis gesetzt. Beim hastigen Einleiten des Durchstartens bei Regen verriss der übermüdete Kapitän die Steuersäule, wodurch die Maschine einen Kurve flog, dabei einen 60 Meter hohen Affenbrotbaum streifte und abstürzte. Alle 8 Menschen an Bord kamen dabei ums Leben (siehe auch Flugunfall der Aviogenex bei Libreville).[2]

- Am 8. Juni 2004 musste eine Hawker Siddeley HS 748-232 Srs. 2A der gabunischen Gabon Express (TR-LFW) in der Nähe des Startflughafens Libreville notgewassert werden. Nach dem Start zum Inlandsflug nach Franceville musste Triebwerk Nr. 2 (rechts) abgestellt werden. Bei der Rückkehr konnte das Fahrwerk nicht ausgefahren werden. Die Piloten führten 100 Meter von der Küstenlinie entfernt eine Notwasserung durch. Von den 30 Insassen kamen 19 ums Leben, ein Besatzungsmitglied und 18 Passagiere. Das Flugzeug wurde irreparabel beschädigt.[3]

## Trivia
- Benannt wurde der Flughafen nach Léon M’ba, dem ersten Präsidenten Gabuns.[4]
- Im Jahr 1969 landete einmalig das Überschallflugzeug Concorde auf dem Flughafen.[4]